# Metalist Charkiw
Der FK Metalist Charkiw (ukrainisch ФК Металіст Харків, russisch ФК Металлист Харьков/FK Metallist Charkow, englisch FC Metalist Kharkiv) ist ein ukrainischer Fußballverein aus der im Osten des Landes gelegenen Stadt Charkiw.

## Geschichte

### Sowjetunion
Der Verein wurde als Werksmannschaft eines lokalen Eisenbahnwerks im Jahre 1925 unter dem Namen HPS (ХПЗ - Харьковский паровозостроительный завод) gegründet. Im Jahre 1938 nahm die Mannschaft am ersten Pokalwettbewerb der Sowjetunion teil, ehe das Team 1946 unter dem Namen FK Traktor Charkow in die dritthöchste sowjetische Liga aufgenommen wurde.
Zur Saison 1960 schaffte die Mannschaft den Aufstieg in die oberste Spielklasse der Sowjetunion, wo in der Saison 1961 der sechste Platz belegt werden konnte, ehe zwei Jahre später der Abstieg in die Zweitklassigkeit folgte. Erst 1981 kehrte der Klub in die höchste sowjetische Liga zurück. 1983 verlor Metalist Charkiw das Endspiel um den sowjetischen Pokal mit 0:1 gegen Schachtar Donezk. 1988 reichte es zum bisher einzigen großen Titel, als im Endspiel um den sowjetischen Pokal Torpedo Moskau mit 2:0 bezwungen wurde.
Nach der ewigen Tabelle der sowjetischen Liga liegt Metalist unter allen ukrainischen Mannschaften, die je an der sowjetischen Liga teilnahmen, auf Platz 5, insgesamt auf Platz 19.

### Ukraine

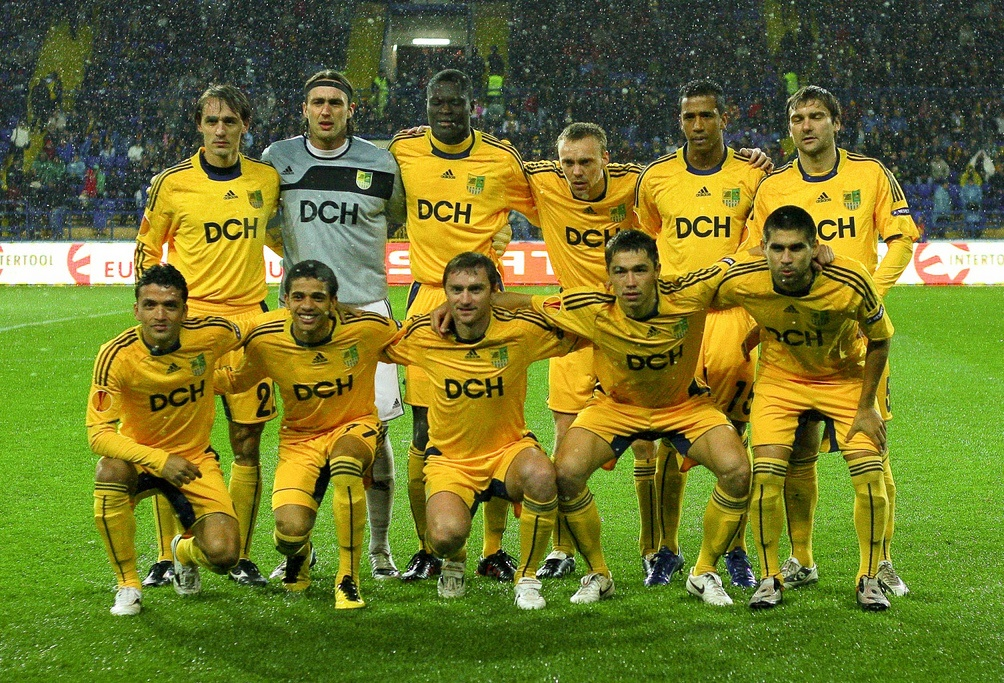
Die Mannschaft von 2010

Der Verein war im Jahre 1992 einer der Gründungsmitglieder der nach dem Zerfall der Sowjetunion und der anschließenden ukrainischen Unabhängigkeit neugeschaffenen Premjer-Liha der Herren. Nach dem 18. Tabellenplatz aus der Saison 1993/94 musste die Mannschaft in die zweitklassige Perscha Liha absteigen. Vier Spielzeiten benötigte das Team für den Wiederaufstieg in die ukrainische Eliteklasse. Nach der Saison 2002/03 folgte der erneute Absturz in die Zweitklassigkeit. Seit der Saison 2004/05 spielt der Club wieder in der Premjer-Liha. Im Jahre 2004 übernahm der Milliardär Oleksandr Jaroslawskyj Metalist Charkiw, der die Mannschaft mit großzügigen Geldzuwendungen konsequent aufbaute. Der neue Besitzer hat einen bekannten ukrainischen Fußballfachmann Myron Markewitsch als Trainer eingeladen. Infolgedessen wurde das Team aus Charkiw hinter Dynamo Kiew und Schachtar Donezk zur dritten Kraft im ukrainischen Fußball, konnte von 2007 bis 2012 sechsmal in Folge den dritten Platz in der ukrainischen Meisterschaft belegen und tritt auch in den UEFA-Wettbewerben zunehmend erfolgreich auf.
In der Saison 2008/09 war der Verein im UEFA-Pokal vertreten. Nachdem man in der Gruppenphase überraschend den Gruppensieg vor Galatasaray Istanbul, Olympiakos Piräus, Hertha BSC und Benfica Lissabon errang, scheiterte der Verein im Achtelfinale jedoch an Dynamo Kiew. In der nächsten Saison 2009/10 schied die Mannschaft aus Charkiw in der Play-off-Runde gegen den SK Sturm Graz aus, wodurch die Mannschaft nicht im Europapokal vertreten war. Ebenso spielte der Verein in der Saison 2010/11 in der UEFA Europa League, als die Mannschaft im Sechzehntelfinale, nachdem man sich durch einen Triumph gegen Omonia Nikosia für die Europa League qualifizierte (erste Europapokalteilnahme nach der einjährigen Abstinenz) und in der Gruppenphase Rang zwei hinter der PSV Eindhoven und vor Sampdoria Genua und VSC Debrecen belegte, Bayer 04 Leverkusen unterlegen war. Auch in der Saison 2011/12 spielte das Team aus Charkiw in der UEFA Europa League und hatte sich dort nach einem ersten Platz in der Gruppenphase vor AZ Alkmaar, FK Austria Wien und Malmö FF sowie Triumphen gegen den FC Red Bull Salzburg und Olympiakos Piräus, für das Viertelfinale, das allerdings gegen den portugiesischen Vertreter Sporting Lissabon verloren wurde, qualifiziert – der bisher größte internationale Erfolg der Vereinsgeschichte.
Im Dezember 2012 verkaufte Vereinspräsident Oleksandr Jaroslawskyj Metalist Charkiw an das ukrainische Unternehmen GasUkraina. In seiner Amtszeit hatte Jaroslawskyj insgesamt 440 Millionen Euro in den Verein sowie in die Vorbereitung der Fußball-Europameisterschaft 2012 investiert. GasUkrainas Geschäftsführer Serhij Kurtschenko übernimmt das Amt von Oleksandr Jaroslawskyj als Vorstandsvorsitzender von Metalist.
In der Spielzeit 2012/13 konnte das Team aus Charkiw durch den Gewinn der ersten Vizemeisterschaft den größten Erfolg der Vereinsgeschichte feiern. Da sich Metalist in der 3. Qualifikationsrunde der UEFA Champions League 2013/14 gegen PAOK Thessaloniki durchsetzen konnte, qualifizierte sich die Mannschaft sportlich für die Play-off-Runde und als Gegner wurde der FC Schalke 04 zugelost. Allerdings hatte die UEFA gegen Metalist Charkiw aufgrund einer Verwicklung des früheren Sportdirektors Jewgeni Krasnikow in einen Manipulationsskandal im Jahr 2008 bereits ein Disziplinarverfahren eröffnet und am 14. August 2013 disqualifizierte die Einspruchskammer der UEFA den Verein für alle Europapokal-Wettbewerbe der Saison 2013/14. Der Einspruch von Metalist gegen diese Entscheidung beim Internationalen Sportgerichtshof wurde abgewiesen.
2014 setzte sich der Besitzer des Vereins Kurtschenko aufgrund des Krieges in der Ukraine nach Russland ab. Der Verein wurde insolvent und war nicht mehr in der Lage, seine Spieler zu bezahlen. Der Verein wurde deshalb nach der Saison 2015/16 vom Spielbetrieb ausgeschlossen.
Es gründeten sich zwei Nachfolgevereine: 2019 der FK Metalist Charkiw, der im Besitz Kurtschenkos ist, sowie bereits 2016 der FK Metalist 1925 Charkiw. Beide Vereine spielen in der Saison 2022/23 in der Premjer-Liha.

## Stadion
Das Heimstadion des Vereins war das im Jahre 1926 erbaute und zuletzt zur Fußball-EM 2012 für 75 Millionen Euro modernisierte Metalist-Stadion, das 38.633 Zuschauern Platz bietet. Im August 2013 erwarb der Verein das Stadion für 64 Millionen Euro vom Oblast Charkiw.

## Erfolge

### National
- Vizemeisterschaft in der Premjer-Liha: 2013
- Sowjetischer Pokalsieger: 1988

### International
- Achtelfinale im UEFA-Pokal: 2008/09
- Viertelfinale in der UEFA Europa League: 2011/12

## Bekannte ehemalige Spieler
| Ukraine und GUS - Wolodymyr Bessonow - Leonid Burjak - Marko Dević - Oleksandr Hladkyj - Oleksandr Kutscher - Denys Ljaschko - Oleksandr Jakowenko - Andrij Worobej - Wassil Chamutouski - Roman Chagba | Europa - Vidas Alunderis - Alexei Eremenko - Vlade Lazarevski - Marcin Burkhardt - Seweryn Gancarczyk - Flavius Stoican - Aleksandar Trišović - Lukáš Štetina | Südamerika - Papu Gómez - José Ernesto Sosa - Marco Torsiglieri - Cristian Villagra - Jajá - Marcos Paulo Alves - Marlos - Rodrigo Moledo - Diego Souza - Taison | Afrika - Hicham Mahdoufi - Sani Kaita - Ayila Yussuf - Papa Gueye - Issa Ndoye |

## Trainer
- Juri Woinow (1964–1967)
- Mychajlo Fomenko (1996–2000, 2001–2002, 2003)
- Hennadij Lytowtschenko (2003–2004)
- Oleksandr Sawarow (2005)
- Myron Markewitsch (2005–2014)